# Gladbacher Bank
Die Gladbacher Bank Aktiengesellschaft von 1922 ist eine deutsche Genossenschaftsbank mit Sitz in der nordrhein-westfälischen kreisfreien Stadt Mönchengladbach. Sie ist eine von wenigen Genossenschaftsbanken in der Rechtsform einer Aktiengesellschaft innerhalb der genossenschaftlichen Finanzgruppe der Volksbanken Raiffeisenbanken. 

## Geschichte

Aktie über 1000 RM der Kreditbank Gladbach AG vom September 1941

Am 16. Juni 1922 wurde die Bank als Kreisbank Gladbach AG in das Handelsregister beim Amtsgericht Mönchengladbach eingetragen. Von 1941 bis 1985 führte das Geldinstitut den Namen Kreditbank Gladbach AG, ehe der heutige Name Gladbacher Bank Aktiengesellschaft von 1922 eingeführt wurde. Die Namen wechselten zwar, der Standort an der Bismarckstraße blieb aber immer erhalten. Das war schon 1915 so, als der Vorläufer der Kreisbank, die Kreissparkasse, in einen Neubau in das Zentrum der Stadt zog. 
Die Kreisbank Gladbach AG behauptete sich in den 1920er Jahren erfolgreich gegen die wirtschaftlichen Schwierigkeiten des Landes, die dem Ersten Weltkrieg folgten: Zahlungsschwierigkeiten, Geschäftsaufgaben und Konkurse. Im ersten Jahr ihres Bestehens machte die Bank einen Reingewinn von 173.483,82 Billionen Mark – diese Zahl zeigt, welche Ausmaße die Inflation in den 1920er Jahren hatte.   
Während des Zweiten Weltkrieges wurde das Bankgebäude an der Bismarckstraße stark beschädigt. 1945 mussten die Bankangestellten drei Mal umziehen, bis die Stadt Mönchengladbach der Bank ein Gebäude am Kaiserplatz zur Verfügung stellte. 1948 brachte die Währungsumstellung die Wende. Eine neue Zweigstelle wurde im damaligen Viehof an der Schlachthofstraße eingerichtet. 1961 folgte eine Filiale in Waldhausen, ein Jahr später in Rheydt und 1968 in Viersen. Das Bankgebäude an der Bismarckstraße wurde 1964 beim Ausbau der Straße  abgerissen, um einem Neubau Platz zu machen. Zwei Jahre später bezog die Zentrale der Bank ihr neues Domizil am alten Standort, an der Ecke Bismarck-/Steinmetzstraße, wo sie sich bis heute (2024) befindet. 
Nach der Fusion mit der Volksbank Rheydt eG mit dem Sitz in Rheydt im Jahr 2003 erstreckt sich das Niederlassungsnetz innerhalb des Stadtgebietes von Mönchengladbach nach Rheydt, Giesenkirchen und darüber hinaus bis Korschenbroich.

## Rechtsverhältnisse
Die Gladbacher Bank Aktiengesellschaft von 1922 (lt. HR „GLADBACHER BANK Aktiengesellschaft von 1922“) ist im Handelsregister beim Amtsgericht Mönchengladbach unter HRB 57 eingetragen.   

## Organisationsstruktur
Rechtsgrundlagen sind das Aktiengesetz und die Satzung. Organe der Bank sind der Vorstand, der Aufsichtsrat und die Hauptversammlung.

## Sicherungseinrichtung
Die Gladbacher Bank Aktiengesellschaft von 1922 ist der amtlich anerkannten Sicherungseinrichtung des Bundesverbandes der Deutschen Volksbanken und Raiffeisenbanken GmbH und der zusätzlichen freiwilligen Sicherungseinrichtung des Bundesverbandes der Deutschen Volksbanken und Raiffeisenbanken e.V. angeschlossen.

## Geschäftsausrichtung
Die Gladbacher Bank Aktiengesellschaft von 1922 betreibt das Universalbankgeschäft. Im Verbundgeschäft arbeitet sie mit der DZ Bank, R+V Versicherung, Bausparkasse Schwäbisch Hall, Teambank, VR Smart Finanz, DZ Hyp und der Union Investment zusammen.

## Geschäftsgebiet
Das Geschäftsgebiet liegt in Mönchengladbach und im Westen des Rhein-Kreis Neusses.
An diesen Orten betreibt die Bank Filialen:
- Mönchengladbach (Hauptstelle, jur. Sitz)
- Giesenkirchen (Geschäftsstelle)
- Rheydt (Geschäftsstelle)
- Korschenbroich (Geschäftsstelle)

Ebenfalls in Mönchengladbach mit sich angrenzendem Geschäftsgebiet ist die Volksbank Mönchengladbach eG ansässig.

## Gladbacher Bank Aktie
Das in vinkulierte Namensaktien und Inhaberaktien verbriefte Grundkapital der Gladbacher Bank wird von ca. 2.000 Aktionären gehalten.